# Госмер (Південна Дакота)
Госмер (англ. Hosmer) — місто (англ. city) в США, в окрузі Едмундс штату Південна Дакота. Населення — 164 особи (2020).

## Географія
Госмер розташований за координатами 45°34′44″ пн. ш. 99°28′25″ зх. д. / 45.57889° пн. ш. 99.47361° зх. д. (45.578787, -99.473642).  За даними Бюро перепису населення США в 2010 році місто мало площу 2,56 км², уся площа — суходіл.

## Демографія
Згідно з переписом 2010 року, у місті мешкало 208 осіб у 100 домогосподарствах у складі 48 родин. Густота населення становила 81 особа/км².  Було 151 помешкання (59/км²).
Расовий склад населення:
| - 98,1 % — білих - 0,5 % — азіатів |

До двох чи більше рас належало 1,4 %. Частка іспаномовних становила 0,0 % від усіх жителів.
За віковим діапазоном населення розподілялося таким чином: 10,6 % — особи молодші 18 років, 50,5 % — особи у віці 18—64 років, 38,9 % — особи у віці 65 років та старші. Медіана віку мешканця становила 57,0 року. На 100 осіб жіночої статі у місті припадало 101,9 чоловіків;  на 100 жінок у віці від 18 років та старших — 102,2 чоловіків також старших 18 років.
Середній дохід на одне домашнє господарство  становив 37 552 долари США (медіана — 30 625), а середній дохід на одну сім'ю — 41 667 доларів (медіана — 39 375). За межею бідності перебувало 27,1 % осіб, у тому числі 27,3 % дітей у віці до 18 років та 12,5 % осіб у віці 65 років та старших.
Цивільне працевлаштоване населення становило 91 особа. Основні галузі зайнятості: мистецтво, розваги та відпочинок — 26,4 %, освіта, охорона здоров'я та соціальна допомога — 15,4 %, сільське господарство, лісництво, риболовля — 12,1 %, фінанси, страхування та нерухомість — 11,0 %.